# Клан Вішарт
Клан Вішарт (шотл. — Clan Wishart) — один з кланів рівнинної частини Шотландії — Лоуленду. На сьогодні клан Вішарт не має визнаного герольдами Шотландії вождя, тому називається «кланом зброєносців». 
Гасло клану: Mercy is my desire — «Милосердя — це моє бажання» (англ.).

## Історія клану Вішарт
Назва клану Вішарт має французьке походження. У давній французькій мові було ім’я Гвішард (ст. фр. — Guischard), що походить від старого французького слова Вішарт (ст. фр. — Wischard) — «розумний», «мудрий». 
На початку XIII століття Вільям Вішарт фігурує в документах абатства Камбускеннех (гельск. — Cambuskenneth) щодо власності земель та млинів. 
У 1245 році Джон Вішарт згадується в документах земельної власності, а в 1254 році він же є в записах щодо власності Конона та Тулоха. У документах 1250 року щодо земель Кулді церкви святого Андрія згадуються ім’я Вільяма Вішарта. А в документах 1279 року — в грамоті на землю для Кенні Курхардіна (шотл. — Kenny Murchardyn) згадується Адам Вішарт. 
У 1296 році Джон Вішарт Мірнс присягнув на вірність королю Англії Едварду I Довгоногому разом з іншими вождями шотландських кланів. Його ім’я є в документі «Рагман Роллс».  
Але під час війни за незалежність Шотландії клан Вішарт приєднався до боротьби за незалежність. У 1305 — 1307 роках є свідчення про Ендрю Вішарта, що потрапив в полон до англійців під час боїв біля замку Герефорд (шотл. — Hereford Castle). 
Джордж Вішарт був визнаний судом інквізиції винним у єресі й спалений на вогні у 1545 або 1546 році в абатстві Сент-Ендрюс. 
У 1596 році Джоннет Вішарт була звинувачена у чаклунстві і як «відьма» була спалена на вогні в Абердині. 
Під час громадянської війни на Британських островах клан Вішарт підтримав роялістів. Джордж Вішарт був приватним капеланом і біографом Джеймса Грема — І маркіза Монтроз (1612 — 1650). Після реставрації монархії у 1660 році Джордж Вішарт став єпископом Единбурга. Людина, яка робила напис на надгробку Джорджа Вішарта вважала, що його прізвище означає «мудрий серцем» і написала на могилі латиною та давньогрецькою таке: «Hic recubat celebris doctor Sophocardius alter, entheus ille Σοφοσ χαρδιαν Agricola» — «Тут спочиває відомий доктор Мудрий Серцем, Мудрий Серцем Землероб».  
Є ще записи про Джеймса Вішарта, що жив в місті Монтроз, що в Ангусі в 1649 році, а в 1686 році в Единбурзі. Згадується ще Джон Вішарт, що був в’язнем в тюрмі Канонгейт Тулбут (шотл. — Canongate Tolbooth).

## Септи й прізвища клану Вішарт
Visart, Vischart, Vishert, Vychart, Vyschart, Wischarte, Wischeart, Wiseheart, Wissheart, Wschartt, Wschert, Wyischart, Wyishart, Wyschart, Wysharde, Wyssart, Wythcharde.

## Видатні люди з клану Вішарт
- Роберт Вішарт — був єпископом Глазго під час війни за незалежність Шотландії. Був прихильником Роберта Брюса. Він був пов'язаний з Вільямом Вішартом — єпископом Сент-Ендрюс і канцлером Шотландії. Роберт Вішарт був призначений єпископом Глазго в 1273 році. Після передчасної смерті короля Шотландії Олександра III в 1286 році Роберт Вішарт був одним з шести опікунів Шотландії, а Маргарет — «діва Норвегії» була ще дитиною. Після її смерті у 1290 році почалася боротьба за трон Шотландії. Роберт Вішарт провів переговори з королем Англії Едуардом I Довгоногим. Під час переговорів він відстоював суверенітет і територіальну цілісність Шотландії, але не дивлячись на це король Англії вирішив захопити Шотландію і приєднати до Англії. Роберт Вішарт примкнув до Роберта Брюса — борця за незалежність Шотландії й був прихильником «старого союзу» між Шотландією та Францією. Але разом з іншими вождями шотландських кланів він був змушений підписати «Рагман Роллс» — присягу на вірність королю Англії у 1296 році. Проте боротьбу за незалежність Шотландії він не припинив. Роберт Вішарт підтримав повстання Вільяма Воллеса за незалежність Шотландії у 1297 році. Після поразки повстання Роберт Вішарт був кинутий за ґрати. Але як тільки звільнився знову приєднався до боротьби за свободу. Це викликало обурення короля Англії Едварда I й він поскаржився на Роберта Вішарта Папі Римському Боніфацію. Папа засудив Роберта Вішарта, але це не змінило його позицію. Після вбивства вождя клану Комін саме Роберт Вішарт забезпечив політичну стабільність в Шотландії й підтримку церквою Шотландії Роберта Брюса. Він же сприяв коронації Роберта Брюса у 1306 році. Матеріали, призначені для ремонту собору в Глазго він використав для спорудження фортеці та облогових пристроїв. Під час подальшої війни Роберт Вішарт потрапив у полон до англійців і був доставлений в Англію в ланцюгах. 8 років він провів у темниці. Був звільнений під час обміну полоненими. Роберт Вішарт був одним з неоспіваних борців за незалежність Шотландії.

- Джордж Вішарт (1513 — 1 березня 1546) — шотландський релігійний реформатор і протестантської мученик. Він здобув освіту в Королівському коледжі в Абердині, а потім в університеті Левена. Вішарт був шкільним учителем в місті Монроз, але його вчення щодо Нового Завіту засудила церква і він потрапив під суд єпископа Брехін у 1538 році. Джордж Вішарт втік до Англії, але був знову звинувачений в єресі. У 1542 році він працював в Корпус Хрісті коледжі (англ. — Corpus Christi College) в Кембриджі. Але він повернувся до Шотландії в наступному році на свою стару посаду. Вважається, що він був замішаний у змові проти кардинала Бітона. У 1544 році він почав проповідувати, знайшов молодого учня — Джона Нокса. Його погляди з різкою критикою папства мали наслідком переслідування, він був змушений постійно тікати, і нарешті він приїхав в Ормістон, що в Східному Лотіані. У 1545 році він був захоплений графом Босуеллом за наказом кардинала Бітона. Під час «показового процесу» він був засуджений до смерті й спалений на вогні в Сент-Ендрюс 1 березня 1546 року. Протестанти помстилися за смерть Джорджа Вішарта і вбили кардинала Бітона. Його вчення і справу продовжив Джон Нокс.